# Улица Лаулупео
Улица Ла́улупео (эст. Laulupeo tänav, улица Певческого праздника) — улица в Таллине, столице Эстонии. 

## География
Пролегает в микрорайоне Торупилли городского района Кесклинн. Начинается от Тартуского шоссе и заканчивается в конце улицы Коллане, где начинается улица Яана Поска.
Протяжённость — 513 м.

## История
Во времена Российской империи носила название Певческая улица, на немецком языке называлась Sängerfeststraße.
На улице находится памятный камень первому Празднику песни в Таллине, который состоялся в 1880 году на лугу Лютера.
Общественный транспорт по улице не курсирует.

## Застройка
По состоянию на конец 2023 года улица имела в основном историческую застройку:
- дом 1 — 3-этажный жилой дом, построен в 1932 году;
- дом 2 — 6-этажный жилой дом с коммерческими площадями на первом этажа (2015);
- дома 3, 20 и 22 — 2-этажный деревянный жилой дом (1940);
- дом 6 — 2-этажный деревянный жилой дом (1912);
- дом 8 — 3-этажный деревянный жилой дом с подвальным этажом (1941);
- дом 8А — 3-этажный деревянный жилой жом (1941);
- дома 9 и 14 — 2-этажный деревянный жилой дом (1940);
- дом 10 — 2-этажный деревянный жилой дом (1915);
- дома 11 и 11В— 3-этажный деревянный жилой дом с подвальным этажом (1940);
- дом 11А — 3-этажный квартирный дом с подвальным этажом (1994);
- дома 12, 14 — 2-этажный деревянный жилой дом (1915);
- дома 15 и 17 — 3-этажный деревянный жилой дом (1940);
- дом 18 — 3-этажный деревянный жилой дом (1910);
- дом 19 — 4-этажный квартирный дом (1958);
- дом 21 — 5-этажный каменный квартирный дом (1939);
- дом 21А — гараж;
- дом 24 — 2-этажное коммерческое здание.